# Ойербах, Шмуэль
Шмуэль Ойербах (ивр. שמואל אוירבך‎, 21 сентября 1931, Иерусалим — 24 февраля 2018, Иерусалим) — ультрарелигиозный раввин Иерусалима. Он считался лидером нехасидской общины харедим в Израиле. Его последователи создали политическую организацию, известную как Иерусалимская фракция. В 2013 году, когда израильское правительство начало кампанию по призыву ультраортодоксальных мужчин в Армию обороны Израиля, организация приняла противоречивую политику демонстраций и подстрекательства против призыва.

## Биография
Ойербах был старшим сыном Шломо Залмана Ойербаха и его жены Хаи Ривки Рухамкин. Он родился в иерусалимском районе Шаарей Хесед, как и его отец, и прожил там всю свою жизнь. Он женился на Рахели Пакшер (ум. 11 января 1990 г.). Детей у них не было. В память о ней он назвал свой мусар сефер Охель Рахель.

## Карьера раввина
Ойербах был рош-иешивой ешивы Маалот Ха-Тора и наси (президентом) ешивы Мидраш Шмуэль и ешивы Торас Симха, обе в Иерусалиме. Некоторое время он также служил одним из глав ешивы ешивы Итри в Иерусалиме. Он был главой партии Бней Тора (в просторечии именуемой «Эц»), которую он основал.